# 池谷幸雄
池谷 幸雄（いけたに ゆきお、1970年9月26日 - ）は、日本の体操指導者、元体操選手、タレント、プロレスラー。
弟は元体操選手の池谷直樹。

## 略歴
4歳で体操競技を始める。18歳で1988年ソウルオリンピックに出場し団体総合で銅メダル、個人種目別ゆかで銅メダルを獲得。4年後の1992年バルセロナオリンピックでは団体総合で銅メダル、個人種目別ゆかで銀メダルを獲得した。
2007年12月31日に「池谷銀牙」としてプロレスデビュー。
2015年6月12日、東京都現代美術館で行われた山本寛斎のファッションイベントで、退場する際、演出の一部として助走→バック転→後方1回宙返りを披露した際、右アキレス腱断裂、左脹脛肉離れで全治2、3カ月の怪我を負った。

## 参議院議員選挙出馬
2010年1月、民主党は第22回参議院議員通常選挙比例代表区に池谷を擁立する方向で調整を始めた。池谷も出馬の姿勢を示し、同年2月の東京都町田市長選挙では秋山哲男の応援演説をするなど、政治活動を開始した（秋山は落選）。同年3月、比例代表区に民主党から立候補することが決まり、同党から第1次公認候補者に内定したと発表された。街頭活動では選挙カー上で倒立を披露するなどしたが7月11日投票の選挙では45人中27位で落選。

### 政策
- 毎日新聞2010年参院選候補者アンケートでは「選択的夫婦別姓制度」に対し「賛成」と回答した[6]。

## 現役時代の成績
- 1988年：ソウルオリンピックでは団体、個人床で銅メダル
- 1989年：シュツットガルト世界選手権大会（個人総合4位、鉄棒3位）
- 1991年：インディアナポリス世界選手権大会（個人総合13位、つり輪6位、鉄棒8位、跳馬6位）
- 1992年：パリ世界選手権大会（鉄棒5位）
- 1992年：バルセロナオリンピックでは団体で銅メダル、 個人床で銀メダル

## 指導者として

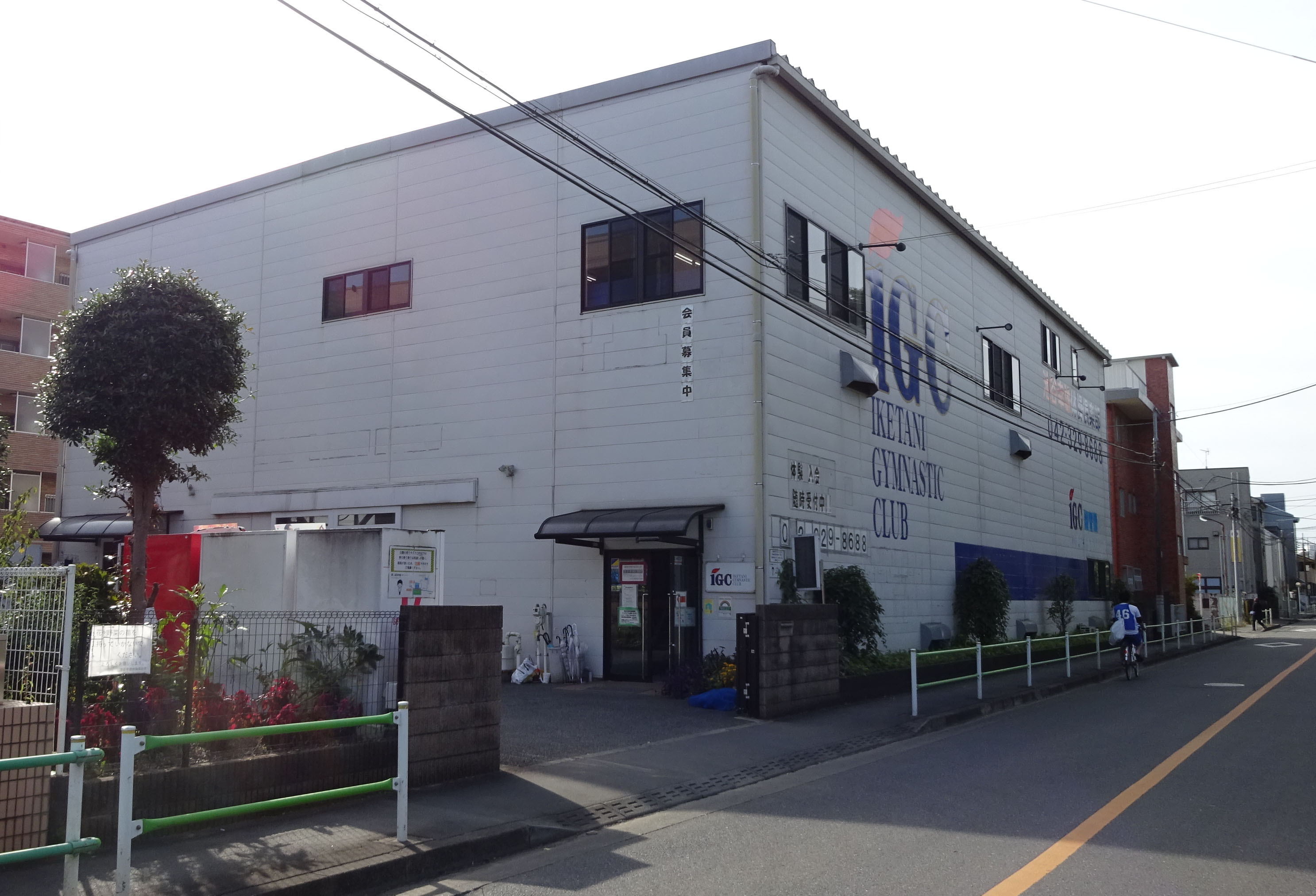
池谷幸雄体操倶楽部小平本校

芸能活動と並行して自ら体操教室（「池谷幸雄体操倶楽部」）を設立、東京都小平市に体操専用の体育館を建て関東に4校（小平市、立川市、渋谷区、横浜市）、関西に1校（近江八幡市）を開校した。倶楽部には村上茉愛など一線級で活躍する選手が所属している。

## 出演

### 報道・情報ワイドショー番組
| 期間          | 期間         | 番組名                             | 役職                     |
| ------------- | ------------ | ---------------------------------- | ------------------------ |
| 1993年4月     | 1993年9月    | スーパーモーニング（テレビ朝日系） | 総合司会                 |
| 1996年7月19日 | 1996年8月4日 | FNNスーパータイム（フジテレビ系）  | アトランタ五輪キャスター |

### バラエティ番組・その他
- 「スポーツヒーローにチャレンジ」（NHK BS2）
- 「マジカル頭脳パワー!!」（日本テレビ系）
- 「ポンキッキーズ」（フジテレビ系）
- 「ドリフ大爆笑」（フジテレビ系、ゲストでのコント出演） - どこかの体操小僧を演じた
- 「バリキン7 賢者の戦略」（TBS系）
- 「ニュースわからんチー」（関西テレビ）
- 「快傑えみちゃんねる」（関西テレビ）
- 「レッツ パチニケーション」（HTB、イーグル専属MC）
- 「宇宙一せまい授業!」（あっ!とおどろく放送局）
- 「お茶の水ハカセ」（TBS系）
- 「おふくろシリーズ12 陸上ランナーの息子を襲った突然の事故」（フジテレビ系）
- 「なんでもランキング バトランQ」（テレビ朝日系）
- 「斉藤さん2」（日本テレビ系、第4話、塚田修平役）
- めちゃ2イケてるッ! 春の3時間超SP!【赤恥トップアスリート抜き打ち学力テスト】（フジテレビ系、2015年4月4日）
- 「お買い物NIPPON」（テレビショッピング、司会）

### Vシネマ
- 恐喝一代記（2008年、2009年）全2作 - 大龍一家義誠会組員

## 著書
- 『池谷くんと西川くん―ぼくたちのソウルオリンピック』ISBN 419463814X
- 『夢は果てしなく永遠に』ISBN 4537024011
- 『池谷幸雄の死』ISBN 4620313696

## その他
- 2007年（平成19年）9月9日 - 第1回岐阜県民スポーツ大会にて体操教室を開催。
- 仮面ライダーファンであり、一番好きなライダーは一号。体操を始めた当初、体操がうまくなれば仮面ライダーになれるが、体操がうまくならないとショッカーにされると思い込んでいた。
- 離婚歴が2回ある。